# تضخم العقد اللمفية المنصفية
تضخم العقد اللمفية المنصفية (بالإنجليزية: Mediastinal lymphadenopathy)‏ ويُسمى أيضاً تضخم العقد المنصفية (بالإنجليزية: Mediastinal adenopathy)‏ هوَ تضخم يَحصل في العقد اللمفية المنصفية.

## الأسباب
- السل
- سرطان الرئة/سرطان المريء
- التهاب الأوعية اللمفية السرطاني
- التهاب رئوي بفرط التحسس
- غرناوية
- تليف كيسي
- داء النوسجات
- ابيضاض الدم الليمفاوي الحاد
- حمى الصحراء
- لمفوما[3]
- داء ويبل[4]
- متلازمة غودباستشر